# Чудь заволоцька
Чудини (заволоцькі) — (фін. tšuudit) — асимільований фіно-угорський народ, що жив на Півночі сучасної Росії у Заволоччі. Вперше згадується в Повісті временних літ. Однозначної думки щодо етнічного складу заволоцької чуді серед дослідників немає. Цей народ (народи) тепер повністю асимільований серед росіян, вепсів, а також частково серед комійців.

## Історія згадок
У країнах же Яфета сидять русь, чудь і різні народи: меря, мурома, весь, мордва, заволоцька чудь, перм, печера, ям, угра, литва, зимігола, корсь, летгола, ліви.
Повість временних літ

## Етнічний склад
Ще в XIX сторіччі багатьма дослідниками висловлювалися гіпотези про етнічну приналежність давніх мешканців Заволоччя:
- Андрій Шегрен і Матіас Кастрен вважали їх предками обонезької чуді й єднали з ємью;
- Петро Єфименко, грунтуючись на авторитеті Даніеля Європеуса, ототожнював їх з югрою;
- І. П. Барсов вважав, що заволоцька чудь — узагальнене позначення всіх народів, що населяли Заволоччя[2].
- Але у Повісті временних літ автор не ототожнював чудь заволоцьку а ні з вепсами (весью), а ні з перм'ю, а ні з печерою. Тож чудь заволоцька є окремим народом або групою народів.

У руських літописах екзоетнонім «чудь» традиційно застосовувався до двох фіно-угорським народам: естів і вепсів. Саме вепсів (а точніше — літописну весь) багато вчених вважають наймовірнішим етносом заволоцької чуді. Зокрема, В. В. Піменов вважав, що саме весь, що зайняла до кінця I тисячоріччя Заволоччя, була зустрінута там слов'янами в IX — X сторіччях. Раніше аналогічну гіпотезу висловлював Дмитро Бубріх, який також вважав весі, що володіла західним і південно-західним проходом у Заволоччя складала конкуренцію меря, що рухалася з півдня річкою Юг.
Ймовірно, що чудь біла високого зросту для слов'ян, бо у давнину "чудом", "чуддю" позначали велетнів.

## Археологічні пам'ятки
У народній пам'яті зберігалися відомості про належність білооцькій чуді залишків земляних фортець, могильників і поселень. Вони мали назви з прикметником «чудський», наприклад, урочище, де колись стояла фортеця могли називати «Чудський городок». Саме такого роду вказівки і служать підказкою археологам.
Однозначно пов'язати з чудью до теперішнього часу можна досить невелике число пам'яток: над Сухоною і її притоках це Усть-Пуя, Корбала, Мар'їнська, Кудрино; в верхів'ях Лузи — Лойма і Вєкшор.
За результатами розкопок чудська матеріальна культура мала примітивну гончарну майстерність, без застосування кола, з прикрасою кераміки ямочно-гребінчастим орнаментом, характерним для фінно-угрів. Настільки ж характерною прикрасою були «гучні» підвіски з бронзи у вигляді качечки або коника. З одягу можна відзначити плащі з фібулами у чоловіків, довгі лляні сорочки, косоклинні глухі сарафани і обручі з накладкою з берести у жінок. Виявлено численні бронзові жіночі прикраси й нечисленні прикраси можна віднести до чоловічих. Крім полювання і рибальства було поширене землеробство. Головним об'єктом торгівлі були шкурки хутрових тварин.

## Чудь білоока
Чудь білоока (чудаки́) — стародавній міфічний народ, персонажі російського і фінно-угорського  (зокрема комійського і саамского) фольклору.
Цей міфологічний персонаж близький за значенням до європейських сидів, ельфам, гномам. Подібні легенди відомі у російських Уралу про дивих людей, у сибірських татар і мансійців – про савірів, у алтайців — про бурутах, у ненців — про Сигитря.

## Цікаві факти
У Архангельській області Росії є село Чучепала, яке отримало свою назву тому, що тут остання чудь пала.
У Вологодській області Російської Федерації, у Ніколораменській сільраді є три села з назвами «Передні Чуді», «Середні Чуді», «Задні Чуді».
У Олександра Блока зустрічається згадка Чуді:
|  | Чудь начудила, да Меря наміряла/Гатей, доріг, да стовпів верстових. |